# OTP Banka Slovensko

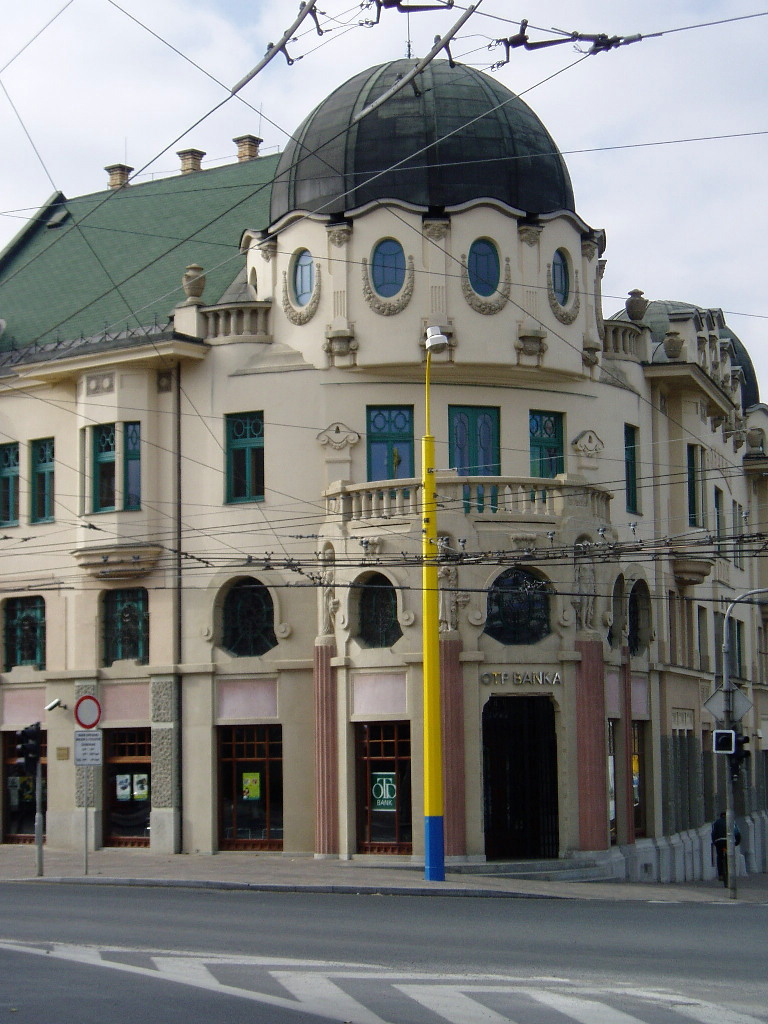
OTP Banka v Prešově

OTP Banka Slovensko, a.s. (do roku 2002 působící pod názvem Investičná a rozvojová banka a.s.) byla banka na Slovensku, která se 1. října 2021 stala součástí slovenské ČSOB, která patří belgické KBC Bank. Smlouva o sloučení byla podepsána 31. srpna 2021. Předtím ve formě akciové společnosti působila na slovenském trhu a prostřednictvím svých korespondenčních bank i na zahraničních trzích jako univerzální banka. Majoritním vlastníkem banky byla mezi lety 2002 a 2021 maďarská OTP Bank.
OTP Banka Slovensko měla na Slovensku 69 poboček. Ústředí banky bylo v Bratislavě.